# 終極鬥士3：贖罪
《終極鬥士3：贖罪》（英語：Undisputed III: Redemption）是一部2010年美國武打片，由伊薩克·佛倫亭執導，2006年電影《終極鬥士2》的續集。電影由史考特·艾金斯和米凱·夏儂·傑金斯主演。
該片2010年4月17日在動作片國際影展上首映，2010年6月1日美國以錄影帶首映發行。

## 劇情
故事敘述繼前集的數年過後，右膝受傷的失去戰力的尤里·伯伊卡因自卑而引退，而改至廁所打掃。但因黑幫老大兼監獄格鬥的大亨嘎卡的緣故，使得尤里再次復出參戰。後來，尤里被轉送往喬治亞；在那，他除了面對喜歡碎碎念並與自己不合的美國人托波外，還要和來自他國的囚犯們展開廝殺。

## 演員
- 史考特·艾金斯飾演尤里·伯伊卡（Yuri Boyka）：前俄羅斯監獄拳王，擅長綜合格鬥，因一級謀殺罪而入獄。數年前右膝蓋曾遭打斷而變得無法戰鬥。
- 米凱·夏儂·傑金斯（英语：Mykel Shannon Jenkins）飾演傑瑞科·「托波」·瓊斯（Jericho "Turbo" Jones）：來自美國的囚犯，因殺了兩個人而入獄，與尤里不合。
- 馬克·伊凡諾（英语：Mark Ivanir）飾演嘎卡（Gaga）：監獄格鬥賽的背後大亨，打算讓尤里參加格鬥賽。
- 馬爾科·扎瑞飾演勞爾·「哀痛」·奎涅斯（Raul "Dolor" Quinones）：來自哥倫比亞的囚犯，因走私和殺人而入獄。寇斯和雷佐的代表選手。
- 赫里斯托·斯紹波夫（英语：Hristo Shopov）飾演典獄長寇斯（Warden Kuss）：喬治亞監獄的典獄長。
- 維納恩·多切夫（英语：Vernon Dobtcheff）飾演瑞佐（Rezo）：世界監獄格鬥賽的主辦人。
- 羅伯特·科斯坦卓（英语：Robert Costanzo）飾演吉歐·費爾納特帝（Gio Farnatti）：嘎卡的大亨同夥，派出托波出賽。
- 拉蒂夫·克勞德（英语：Lateef Crowder dos Santos）飾演安德里亞哥·席爾瓦（Andriago Silva）：來自巴西的囚犯。
- 瓦倫丁·加內夫（英语：Valentin Ganev）飾演典獄長馬爾科夫（Warden Markov）：俄羅斯監獄的典獄長。

## 榮譽
- 動作片國際影展（英语：ActionFest）
  - 突破性動作影星：史考特·艾金斯
  - 年度最佳動作片男演員：米凱·夏儂·傑金斯
  - 最佳武打編排：拿利·斯托瓦爾
  - 提名-最佳導演：伊薩克·佛倫亭
  - 提名-年度最佳動作片
  - 提名-最佳特色反派：馬爾科·扎瑞
  - 提名-最佳男配角：羅伯特·科斯坦卓

## 續集
據《Movie Cricket》報導，艾金斯證實，將會有第四部電影。2014年5月29日，艾金斯再度表示確實會有第四集，只是需要時間來實現，因為現在DVD電影較難生存；而他也透露自己相當喜歡飾演尤里·伯伊卡。
第四部電影《伯伊卡：終極鬥士》於2015年6月開始製作，艾金斯回歸擔任主演。拍攝於2015年8月初完成，並定於2016年推出。

## 外部連結
- 互联网电影数据库（IMDb）上《終極鬥士3：贖罪》的资料（英文）